# Erik Spoelstra
Erik Jon Celino Spoelstra (Evanston, 1 de novembro de 1970) é um treinador norte-americano de basquete profissional que atualmente treina o Miami Heat da National Basketball Association.
De ascendência filipina do lado de sua mãe, Spoelstra é o primeiro treinador asiático-americano na história das quatro principais ligas esportivas norte-americanas e o primeiro treinador asiático-americano a ganhar um título da NBA.
Spoelstra atuou como assistente técnico e diretor de recrutamento do Heat de 2001 a 2008, período durante o qual a equipe venceu as Finais da NBA de 2006. Ele foi promovido a treinador na temporada de 2008-09. Após a adição de LeBron James e Chris Bosh em 2010, o Heat fez quatro aparições consecutivas nas Finais da NBA (2011-2014) sob o comando de Spoelstra, vencendo o título em 2012 e 2013. Spoelstra fez sua sexta aparição nas Finais da NBA como treinador principal em 2023.

## Primeiros anos
Filho de Jon Spoelstra e Elisa Celino, Spoelstra nasceu em Evanston, Illinois. Jon é um holandês-irlandês-americano e ex-executivo do Buffalo Braves, Portland Trail Blazers, Denver Nuggets e New Jersey Nets. Elisa é natural de San Pablo, Laguna nas Filipinas. Spoelstra também é neto de Watson Spoelstra, um escritor esportivo de longa data do The Detroit News.
Ele passou sua infância em Buffalo, Nova York, antes de se mudar para Portland, Oregon no final da década de 1970. Ele estudou na Raleigh Hills Elementary e na Whitford Jr. High School em Portland, antes de frequentar a Jesuit High School em Beaverton, Oregon, onde se destacou como armador no time de basquete. Ele usou o número 30 durante o ensino médio e na universidade em homenagem a Terry Porter, um de seus jogadores favoritos da NBA. Antes de seu último ano, Spoelstra participou do acampamento Nike All-Star de Sonny Vaccaro em Princeton, Nova Jersey, ao lado dos futuros jogadores da NBA: Alonzo Mourning, Shawn Kemp, Billy Owens e Bobby Hurley.

## Carreira universitária
Spoelstra recebeu ofertas de bolsa e eventualmente aceitou uma da Universidade de Portland.
Ele foi o armador titular da equipe por quatro anos e teve médias de 9,2 pontos, 4,4 assistências e 2,4 rebotes. Ele é membro do clube de 1.000 pontos da universidade e está entre os líderes em várias categorias estatísticas.
Spoelstra se formou na Universidade de Portland em 1992 com um diploma em comunicação.

## Carreira de jogador
Depois de se formar na Universidade de Portland, ele foi contratado e passou dois anos (1993-1995) na segunda divisão da Bundesliga como jogador- assistente do TuS Herten. Ele começou a ter problemas nas costas após o fim de seu segundo ano com a equipe e cogitou fazer uma cirurgia. 
Em 1995, Spoelstra recebeu mais dois anos de contrato com o clube, mas o Miami Heat da NBA também lhe ofereceu uma posição. Ele optou por assumir a posição do Heat.

## Carreira como treinador

### Treinador assistente (1997–2008)
Roya Vaziri, então diretora do Heat, convenceu o então gerente geral, Dave Wohl, a oferecer a Spoelstra uma posição na equipe. Spoelstra foi contratado como coordenador de vídeo do Heat em 1995. Pat Riley foi nomeado treinador do Heat pouco depois da sua contratação.
Depois de dois anos como coordenador de vídeo, ele passou dois anos como assistente técnico/coordenador de vídeo. Spoelstra foi promovido a assistente técnico/olheiro em 1999, e mais tarde tornou-se assistente técnico/diretor de recrutamento do Heat em 2001. Muitos dos colegas de Spoelstra atribuem sua ascensão à sua forte ética de trabalho. Como assistente técnico, ele foi creditado por melhorar o equilíbrio e o salto do armador Dwyane Wade após o seu retorno do Jogos Olímpicos de 2004. Spoelstra ganhou seu primeiro título da NBA como assistente técnico quando o Miami Heat derrotou o Dallas Mavericks nas Finais da NBA de 2006.

### Treinador (2008–Presente)

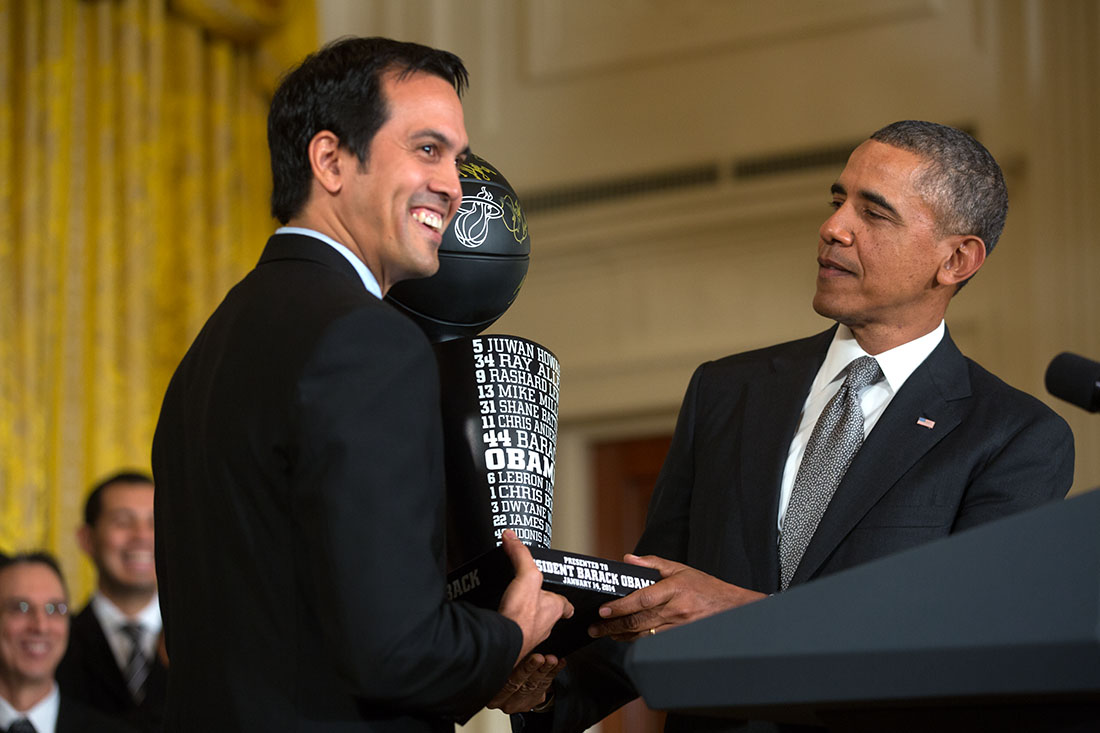
Spoelstra presenteou o presidente Barack Obama com um troféu de equipe em janeiro de 2014.

Em abril de 2008, Spoelstra tornou-se o treinador principal do Miami Heat após a decisão de Pat Riley de deixar o cargo. Ao nomear Spoelstra como treinador principal, Riley disse: "Este jogo agora é sobre treinadores mais jovens que são tecnologicamente qualificados, inovadores e trazem novas ideias. É o que sentimos que estamos conseguindo com Erik Spoelstra. Ele é um homem que nasceu para treinar." 
Spoelstra tornou-se o primeiro treinador asiático-americano da NBA e o primeiro treinador asiático-americano na história das quatro principais ligas esportivas norte-americanas. 
Ele levou o Heat aos playoffs da NBA em seu primeiro ano como treinador principal com um recorde de 43-39. O Heat, no entanto, foi derrotado em sete jogos pelo Atlanta Hawks na primeira rodada. A equipe de Spoelstra mais uma vez chegou à pós-temporada na temporada seguinte, mas novamente perdeu na primeira rodada para o Boston Celtics em cinco jogos.
As expectativas de sucesso da equipe foram aumentadas significativamente para a próxima temporada após as aquisições de LeBron James e Chris Bosh no verão de 2010. Depois que a equipe começou a temporada de 2010-11 com um recorde de 9-8, alguns jogadores do Heat supostamente estavam "frustrados" com Spoelstra e questionaram se ele deveria permanecer como seu treinador principal. Chris Bosh insinuou que a equipe estava sendo trabalhada demais e que os jogadores prefeririam "relaxar". LeBron James famosamente esbarrou em Spoelstra em seu caminho para o banco durante um intervalo em um jogo. Essas duas questões, juntamente com o início relativamente ruim da temporada, colocam Spoelstra na berlinda. A equipe se recuperou e chegou aos playoffs ao registrar o segundo melhor recorde da Conferência Leste. Spoelstra liderou o Heat para uma aparição nas Finais da NBA de 2011, mas perdeu para o Dallas Mavericks em seis jogos. Spoelstra recebeu uma extensão de contrato de US$ 6 milhões em dezembro de 2011.

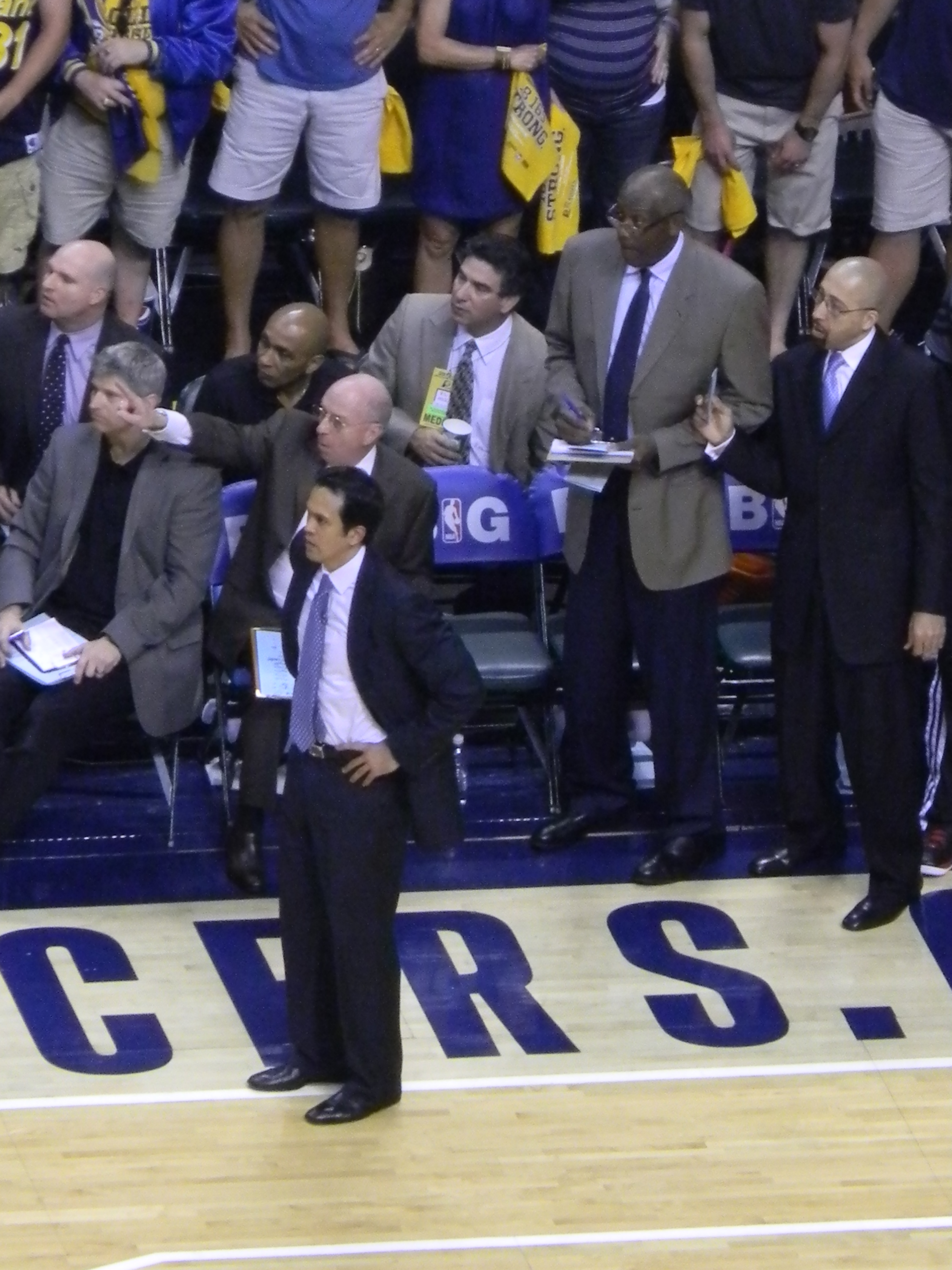
Spoelstra (na frente) durante os playoffs de 2012

Na temporada seguinte, Spoelstra novamente guiou a equipe para a pós-temporada como a segunda melhor campanha. O Heat superou um déficit de 2-1 contra o Indiana Pacers nas semifinais da Conferência Leste e um déficit de 3-2 contra o Boston Celtics nas finais da Conferência Leste para chegar às finais da NBA de 2012, apesar de uma lesão do titular Chris Bosh que o forçou a perder nove jogos seguidos. O Heat derrotou o Oklahoma City Thunder em cinco jogos para ganhar o título da NBA. Ele se tornou o primeiro treinador asiático-americano a ganhar um título da NBA e o segundo treinador do Heat a ganhar o título. Ele também se tornou o único treinador do Miami Heat a levar o time às finais da NBA várias vezes.
Durante a temporada de 2012-13, Spoelstra treinou o Heat para uma sequência de 27 vitórias (a terceira maior na história da NBA). A equipe chegou aos playoffs registrando o melhor recorde geral da temporada regular da NBA. Depois de varrer o Milwaukee Bucks na primeira rodada, o Heat venceu uma série de sete jogos com o Indiana Pacers nas Finais da Conferência Leste e avançou para enfrentar o San Antonio Spurs nas Finais da NBA de 2013. O Heat derrotou os Spurs em sete jogos e se tornou o primeiro time a ganhar dois títulos consecutivos desde o Los Angeles Lakers de 2009-10. Spoelstra também se tornou o oitavo treinador a liderar sua equipe para dois títulos consecutivos.
Em 29 de setembro de 2013, o Heat prorrogou o contrato da Spoelstra para um acordo de vários anos não revelado. Os detalhes não foram divulgados, mas esperava-se que Spoelstra recebesse um aumento salarial e um papel maior nos bastidores. Spoelstra liderou o Heat para as Finais da NBA de 2014, tornando-se o terceiro treinador a liderar sua equipe a quatro finais seguidas. O Heat enfrentou o San Antonio Spurs mais uma vez, só que desta vez perdendo a série em cinco jogos.
Em 16 de dezembro de 2017, Spoelstra conseguiu sua 455ª vitória como treinador principal do Heat e passou Riley na lista de mais vitórias na história da franquia. Durante a temporada de 2019-20, Spoelstra voltou a levar o Heat às finais da NBA mas perderam por 4-2 para o Los Angeles Lakers.
Em 28 de abril de 2021, Spoelstra conquistou sua 600ª vitória como treinador do Heat e também se tornou o sexto treinador na história da NBA a vencer 600 jogos com uma equipe.
Em 6 de fevereiro de 2022, Spoelstra foi nomeado treinador da Conferência Leste no All-Star Game da NBA de 2022.
Em 13 de março de 2023, Spoelstra alcançou sua 697ª vitória, colocando-o na 20ª posição na lista de treinadores da NBA com mais vitórias de todos os tempos, superando Red Holzman. Durante a temporada de 2022-23, Spoelstra conduziu o Heat, que era a oitava cabeça de chave, às Finais da NBA de 2023, sua sexta aparição como treinador principal, mas perdeu a série para o Denver Nuggets em cinco jogos.

## Estatísticas na NBA

### Como Treinador
| Time     | Ano      | Temporada regular | Temporada regular | Temporada regular | Temporada regular | Temporada regular     | Playoffs | Playoffs | Playoffs | Playoffs | Playoffs                             |
| Time     | Ano      | J                 | V                 | D                 | %                 | Classificação         | J        | V        | D        | %        | Resultado                            |
| -------- | -------- | ----------------- | ----------------- | ----------------- | ----------------- | --------------------- | -------- | -------- | -------- | -------- | ------------------------------------ |
| Miami    | 2008–09  | 82                | 43                | 39                | .524              | 3º na Divisão Sudeste | 7        | 3        | 4        | .429     | Perdeu na Primeira Rodada            |
| Miami    | 2009–10  | 82                | 47                | 35                | .573              | 3º na Divisão Sudeste | 5        | 1        | 4        | .200     | Perdeu na Primeira Rodada            |
| Miami    | 2010–11  | 82                | 58                | 24                | .707              | 1º na Divisão Sudeste | 21       | 14       | 7        | .667     | Perdeu nas Finais da NBA             |
| Miami    | 2011–12  | 66                | 46                | 20                | .697              | 1º na Divisão Sudeste | 23       | 16       | 7        | .696     | Venceu a NBA                         |
| Miami    | 2012–13  | 82                | 66                | 16                | .805              | 1º na Divisão Sudeste | 23       | 16       | 7        | .696     | Venceu a NBA                         |
| Miami    | 2013–14  | 82                | 54                | 28                | .659              | 1º na Divisão Sudeste | 20       | 13       | 7        | .650     | Perdeu as Finais da NBA              |
| Miami    | 2014–15  | 82                | 37                | 45                | .451              | 3º na Divisão Sudeste | —        | —        | —        | —        | Não foi para os playoffs             |
| Miami    | 2015–16  | 82                | 48                | 34                | .585              | 1º na Divisão Sudeste | 14       | 7        | 7        | .500     | Perdeu nas Semifinais de Conferencia |
| Miami    | 2016–17  | 82                | 41                | 41                | .500              | 3º na Divisão Sudeste | —        | —        | —        | —        | Não foi para os playoffs             |
| Miami    | 2017–18  | 82                | 44                | 38                | .537              | 1º na Divisão Sudeste | 5        | 1        | 4        | .200     | Perdeu na Primeira Rodada            |
| Miami    | 2018–19  | 82                | 39                | 43                | .476              | 3º na Divisão Sudeste | —        | —        | —        | —        | Não foi para os playoffs             |
| Miami    | 2019–20  | 73                | 44                | 29                | .603              | 1º na Divisão Sudeste | 21       | 14       | 7        | .667     | Perdeu nas Finais da NBA             |
| Miami    | 2020–21  | 72                | 40                | 32                | .556              | 2º na Divisão Sudeste | 4        | 0        | 4        | .000     | Perdeu na Primeira Rodada            |
| Miami    | 2021–22  | 82                | 53                | 29                | .646              | 1º na Divisão Sudeste | 18       | 11       | 7        | .611     | Perdeu nas Finais de Conferencia     |
| Miami    | 2022–23  | 82                | 44                | 38                | .537              | 1º na Divisão Sudeste | 23       | 13       | 10       | .565     | Perdeu nas Finais da NBA             |
| Miami    | 2023–24  | 82                | 46                | 36                | .561              | 2º na Divisão Sudeste | 5        | 1        | 4        | .200     | Perdeu na Primeira Rodada            |
| Carreira | Carreira | 1.277             | 750               | 527               | .588              | –                     | 189      | 110      | 79       | .467     | –                                    |

## Vida pessoal
Em 17 de setembro de 2015, Spoelstra anunciou seu noivado com a ex-líder de torcida do Miami Heat, Nikki Sapp. Eles se casaram em 22 de julho de 2016 e têm dois filhos juntos. Em novembro de 2023, Spoelstra e sua esposa se divorciaram.

## Prêmios e Homenagens

### Como Treinador
- NBA:
  - 2 Vezes Campeão da NBA: 2012 e 2013
  - Treinador do All-Star Game: 2013
  - NBCA Co-Coach of the Year: 2017

### Como Assistente
- NBA:
  - Campeão da NBA: 2006